# Marie Bovo
Pour les articles homonymes, voir Bovo.
Marie Bovo, née en 1967 à Alicante, en Espagne est une photographe française. Elle vit et travaille à Marseille.

## Biographie
Marie Bovo, naît en 1967 à Alicante, en Espagne. Elle travaille à la chambre, en argentique, toujours en lumière naturelle.
Elle est représentée par la galerie Galerie Kamel Mennour à Paris.

## Expositions
Liste non exhaustive
- 2016 : Marie Bovo, La Chambre, Strasbourg,
- 2017 : Stances, Rencontres de la photographie d'Arles
- 2020 : Nocturnes , Fondation Henri Cartier-Bresson[2] du 25 février au 23 août 2020.

## Publications
- Night Drippings, texte de Marie Bovo, co-éditions Kamel Mennour / Paris Musées / Collections Saint-Cyprien, Les Presses du réel, 2005.

- Nox, texte de Marie Bovo, co-éditions Kamel Mennour / Paris Musées, Les Presses du réel, 2007.
- Sitio, textes de Marie Bovo, Régis Durand, Richard Leydier, éditions Kamel Mennour, Les Presses du réel, 2010.
- Marie Bovo, textes de Marie Bovo, Mouna Mekouar, Pascal Neveux et Joanna Szupinska-Myers, co-édition Frac Provence-Alpes-Côte d'Azur / Kamel Mennour / Osl contemporary, Les Presses du réel, 2015.
- Nocturnes, textes d’Agnès Sire et Alain Bergala, Atelier EXB / Éditions Xavier Barral, 2020,  (ISBN 978-2-36511-255-0)

### Articles
- Rodrigo Fontanari, « Vision nocturne sous le regard photographique de Marie Bovo et Daniel Boudinet », Déméter. Théories et pratiques artistiques contemporaines, no 9 « L’art du fluide. Éthiques et esthétiques de la grâce contemporaine »,‎ hiver 2023 (lire en ligne).

### Podcast
- « Marie Bovo : “Il y a quelque chose d’impur dans la photographie” », Les Masterclass, France Culture, 19 janvier 2018.
- « Le Marseille de Marie Bovo se révèle dans les détails », Muriel Mérat, Point de fuite, réal. Rodolphe Bauchau, RTS, 24 septembre 2019, 32 min.